# 聖十字教堂 (考納斯)

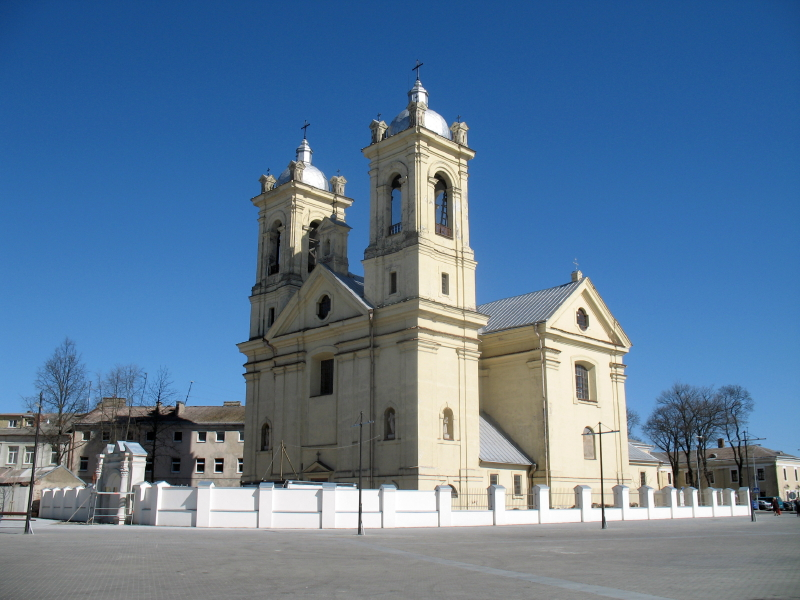
Stadhuis van Gent

聖十字教堂是位於立陶宛城市考納斯的一座羅馬天主教的教堂。教堂奉獻於1705年。

## 外部連結
- Kaunas Church of the Holy Cross website （页面存档备份，存于）